# 사사카와 지히로
사사카와 지히로(일본어: 笹川千尋, 1945년 1월 ~ )는 일본의 세균학자이다.
세균학 분야에서 병원성 세균의 감염체계 및 숙주의 면역반응 메커니즘을 밝히는 데 공헌했다. 특히 이질균 및 헬리코박터균의 감염 메커니즘을 밝히기 위해 분자생물학, 세포생물학, 생화학, 면역학적 방법을 일찍이 도입하여, 다른 병원성 세균의 감염체계를 밝히는 데에도 큰 영향을 미쳤다.
치바대학교 이학부 졸업 후 동경대학 의학부에서 의학박사를 취득했다. 학위 취득 후 동경대학교 의과학연구소 세균연구부 조수, 미국 미주리주 세인트루이스의 워싱톤대학교 의학부 (미국 국립 보건원 연구원), 동경대학교 의과학연구소 세균연구부 부교수, 동 연구부（감염면역부문 세균감염분야）교수, 동 연구소 감염면역부문장, 오사카 대학 미생물병연구소 감염증연구부문 세포독소학분야교수(겸임)을 거쳐, 현재 동경대학 명예교수, 일본생물과학연구소 (일반재단법인)의 상무이사이다.
Cell Host Microbe, Nature Review Microbiology등을 비롯한 많은 학술잡지의 편집위원이며, 일본 세균학회 이사장, 일본미생물학연맹 이사장, 그 외 일본학술위원, 평의의원등을 역임하였으며, 일본의 세균학, 감염생물학의 발전에 공헌했다. 일본세균학회 고바야시 로쿠죠기념상, 노구치히데오기념 의학상, 다케다의학상, 시주훈장(紫綬褒章,2012년) 등을 수상했다.

## 약력
- 1948년 1월 동경 출생
- 1972년 치바대학교 이학부 졸업
- 1974년 치바대학교 약학연구과 석사수료
- 1978년 동경대학 의학부 연구과 제3 기초의학전문과정 박사과정 수료 (의학박사취득)
- 1978년-1985년 동경대학 의과학연구소 세균연구부 조수
- 1980～1983년 미국 미주리주, 세인트루이스 워싱톤대 의학부에미국 국립 보건원 연구원으로 유학
- 1985년～1995년 동경대학 의과학연구소 세균연구부 부교수
- 1995년～2012년 동경대학 의과학연구소 세균연구부 (감염면역부문, 세균감염분야로 개칭) 교수
- 1998～2001년 오사카 대학 미생물병연구소 감염증연구부문 세포독소학분야교수(겸임)
- 2000년～2005년 동경대학 의과학연구소 감염면역부문 부문장
- 2005년～2012년 동경대학 의과학연구소, 감염증 국제연구센터교수(겸임)
- 2012년～현재 동경대학 명예교수, 일본생물과학연구소 (일반재단법인) 상무이사

## 주요업적
세균학분야에 있어서 고병원성 세균의 감염기본원리, 감염현상, 숙주의 자연면역응답의 감염방어에 끼치는 역할을 밝혔다. 이질균 및 헬리코박터균을 모델로 하여 병원체와 숙주의 상호작용을 분자생물학, 세포생물학, 생화학, 면역학적 방법을 이용해 포괄적으로 해명하는 “감염생물학”의 성립에 크게 공헌했다.

## 수상
- 1995년3월 일본세균학회 고바야시로쿠조 기념상
- 1998년11월 노구치히데오 의학상
- 2006년11월 다케다 의학상
- 2012년3월 일본세균학회 아사가와상
- 2012년11월 시주훈장 (일본 정부에서 문화학문발전에 공헌한 사람에게 수여하는 훈장)

## 주요 저서
- Molecular Medical Microbiology (ed., M. Sussman), Academic Press, 2002, pp. 645–668.
- Methods in Enzymology, Elsevier Science, 2002, 358: 385-392.
- Bacterial Invasion of Host Cells (ed., R. Lamont), Cambridhe University Press, 2004, 25-57
- 의과세균학 편집 및 분담집필
- 미생물학제요 편집 및 분담집필
- 세포공학 특집 감염 메카니즘, 방어 메커니즘 감수
- Molecular Medicine임시증간호 면역2002, 면역학 아틀라스 집필

## 학회 및 사회할동
- Cell Host Microbe지 편집위원2007년～현재
- Nature Review Microbiology지 편집위원2003년～현재
- Trends in Microbiology지 편집위원1999년～현재
- Current Opinion in Microbiology지 편집위원2002년～현재
- Cellular Microbiology지 편집위원1998년～현재
- Molecular Microbiology지 편집위원1995년～2002년
- Microbes and Infection지 편집위원1999년～2002년
- 일본세균학회이사장2006년～2008년
- 일본미생물학연맹 이사장 2012년～현재

## 참고 문헌
- Sasakawa, C. et al. Infect Immun 51, 470-5 (1986).
- Sasakawa, C. et al. J Bacteriol 175, 2334-46 (1993).
- Suzuki, T., Lett, M. C. & Sasakawa, J Biol Chem 270, 30874-80 (1995).
- Watarai, M., Funato, S. & Sasakawa, J Exp Med 183, 991-9 (1996).
- Suzuki, T., Miki, H., Takenawa, T. & Sasakawa, C. Embo J 17, 2767-76 (1998).
- Tamano, K. et al. Embo J 19, 3876-87 (2000).
- Tatsuno, I. et al. Infect Immun 69, 6660-9 (2001).
- Mimuro, H. et al. Mol Cell 10, 745-55 (2002).
- Tanaka, J., Suzuki, T., Mimuro, H. & Sasakawa, Cell Microbiol 5, 395-404 (2003).
- Ogawa, M. et al. Science 307, 727-31 (2005).
- Suzuki, M. et al. J Exp Med 202, 1235-47 (2005).
- Yoshida, S. et al. Science 314, 985-9 (2006).
- Suzuki, T. et al. PLoS Pathog 3, e111 (2007).
- Iwai, H. et al. Cell 130, 611-23 (2007).
- Ogawa, M. et al. Nat Rev Microbiol 6, 11-6 (2008).
- Kim, M. et al. Nature 459, 578-82 (2009).
- Yoshikawa, Y. et al. Nat Cell Biol 11, 1233-40 (2009).
- Ashida, H., Ogawa, M., Kim, M., Mimuro, H. & Sasakawa, C. Nat Chem Biol 8, 36-45 (2011).
- Sanada, T. et al. Nature 483, 623-6 (2012).